# Inner Trip REIYUKAI International
インナートリップ霊友会インターナショナル(ITRI) （Inner Trip REIYUKAI International、いんなあとりっぷれいゆうかいいんたーなしょなる、あいてぃあーるあい）は、霊友会の設立者久保角太郎の次男久保継成、霊友会副会長松本武也の次男松本廣、霊友会副会長浅川第二十五支部長の長男浅川重美らによって、2000年以降にアメリカ合衆国ニューヨーク州にて設立・登記された国際NGOである。
日本の宗教法人霊友会とは異なる団体・別組織であり、日本においては、宗教法人としての認可を取得しているが、宗教法人霊友会が所有する登録商標「霊友会」の権利の理由から「Inner Trip REIYUKAI International （ITRI）」という名称(略称)で活動している。
日本国内では、東京都港区の本部施設、神奈川県横浜市のパシフィコ横浜、山梨県の身延山久遠寺及び七面山、海外では、アメリカニューヨーク州エンパイアステイトビル内の本部施設、タイバンコク及びアユタヤのマハーチュラロンコーンラージャヴィドゥャラヤ大学の施設、インドニューデリー及びサルナートにて主要となる催事・祭事を行っている。
2003年より久保継成は「インナートリップ霊友会インターナショナル(ITRI)」を離れ、久保継成を信奉する一部の信者と新たに宗教団体「在家仏教こころの会」を設立。以降「インナートリップ霊友会インターナショナル(ITRI)」の代表は松本廣が担っている。会員数は非公表。

## 本部所在地
Empire State Building, Suite 5931, 350 Fifth Avenue, New York, NY 10118, USA

## 日本における本部及び拠点
本店登記所在地：埼玉県比企郡小川町大字腰越1250番地
本部機能所在地：東京都港区虎ノ門5-4-10

## 活動・取組
物理的、精神的な教育の分野において、教育と人間の人格の成長のための精神的な成長分野の事業を実施している。 
また、毎年、タイ・バンコクの国連アジア太平洋経済社会委員会（ESCAP）内で行われる、国際連合制定「お釈迦様の日」記念式典、及び関連会議に対して、団体として積極的な支援と会員の参加が行われている。

## 機関紙・刊行物
- 神谷町十八番地だより（会員向月刊機関紙）